# Цибіков Гомбожаб
Гомбожаб Цебекович Цибіков (монг. Цевегійн Гомбожав, інші варіанти) (20 квітня (?) 1873, Урдо-Ага, Забайкальська область — 20 вересня 1930, Агінське, Бурят-Монгольська АРСР, нині Забайкальський край) — мандрівник-дослідник, етнограф, сходознавець (тибетолог і монголіст), буддолог, державний діяч і діяч освіти Російської імперії, ДСР, СРСР і МНР, перекладач, професор ряду університетів.
Прославився як перший відомий фотограф Лхаси і Центрального Тибету, і як автор опису подорожі в Тибет 1899—1902 років, перекладеної рядом мов світу.

## Біографія

### Походження
Гомбожаб Цибіков народився в традиційній буддійській бурятській родині. За місцем походження його родина належить до Забайкальських бурятів, точніше — до агінських бурятів. Згідно з родоплемінним поділом бурятського народу, його сім'я належить до хоринських бурятів, а саме — до хоринського племені кубдут, роду нохой кубдут (нохой хүбдүүд, нохой хүгдүүд).

### Освіта
Батько вченого Ц. Монтуєв самостійно вивчав монгольську і тибетську мови і був обраний земляками на громадські посади. Початково він думав дати синові буддійську монастирську освіту, але передумав і спочатку віддав його в Агинське парафіяльне училище, де викладачем хлопчика став видатний просвітитель Буда Рабданов, а потім — у Читинську гімназію, яку Гомбожаб закінчив зі срібною медаллю (за переказами, заслужену ним золоту медаль відмовилися давати «інородцю»). Тут він нагороджений стипендією ім. А. М. Корфа. На підставі 5 пунктів стипендії від 2 липня 1893, рішенням педради училища він був визнаний гідним продовжувати свою освіту в Томському Імператорському університеті.
Тут за власним вибором він вступив на медичний факультет, один з 5 найкращих центрів медичної освіти Росії того часу.
У Томську виявився проїздом відомий лікар і політик Петро Бадмаев, який умовив студента кинути медицину і зайнятися сходознавством. Гомбожаб погодився і поїхав в Ургу, де у створеній Петром Бадмаєвом школі для бурятів вивчав китайську, монгольську і маньчжурську мови як підготовку до вступу в СПбДУ.
У 1895 році Цибіков вступає на Східний Факультет СПбДУ на стипендію П. Бадмаєва. Серед його викладачів — такі відомі сходознавці, як А. М. Позднєєв та інші. Надалі Бадмаєв отримує вказівку звернути своїх стипендіатів у православ'я. Цибіков зберігає прихильність до буддизму і втрачає стипендію. Він продовжує навчання завдяки підтримці земляків. У 1899 він закінчує університет із золотою медаллю і дипломом першого ступеня.

### Подорож до Тибету
У ході «Великої гри» Російська імперія вийшла на рубежі Тибету. Була організована серія дослідницьких експедицій до Тибету, в першу чергу Пржевальського, але вони не досягли Центрального Тибету і Лхаси. Спираючись на досвід індійських «пандитів» — британських агентів і дослідників, Санкт-Петербурзька академія наук і Міністерство закордонних справ звернуло увагу на звичай паломництва бурятів і калмиків в Тибет. Г. Ц. Цибіков відправився в подорож до Тибету в групі прочан, з ретельно захованим дослідним устаткуванням. Подорож тривала з 1899 по 1902 рік. Власне в Тибеті дослідник провів 888 днів. Велику частину цього терміну (з 1900 по 1901 роки) Цибіков знаходився у столиці Тибету — Лхасі та навколишніх монастирях.
Тут він відвідав найважливіші монастирські центри, зробив ряд унікальних фотографій (всього за подорож — бл. 200) і удостоївся аудієнції Далай-Лами XIII. Аудієнція носила формальний характер.
Проникнення в Тибет для іноземців (не з Китаю і Монголії) було заборонено. Порушення заборони могло каратися смертю. До Цибікова такі мандрівники, як М. М. Пржевальський, зазнали невдачі у своїй спробі пройти до тибетської столиці.
Фотографування та ведення щоденника виконувалось Цибіковим потайки, під загрозою бути виявленим. Цікаво, що фотографування (через проріз молитовної буддистської сукні) він приховував і від другого російського дослідника, який приїхав до Лхаси в кінці 1900 в свиті Агвана Доржіева, калмика Овше Норзунова, який також робив фотографії.
У 1905 р Цибіков і Далай-Лама зустрілися знову, цього разу в столиці Монголії, де Далай-Лама зустрічався з російськими політиками і вченими в ситуації окупації Тибету британськими військами під командуванням полковника Янгхазбенд. Тут Цибіков виступив перекладачем між представниками Росії і Далай-Ламою.
Одночасно буддист-прочанин і служитель науки, після своєї подорожі Г. Ц. Цибіков присвячує себе викладацькій діяльності та проекту перекладу фундаментальної праці «Ламрім» тибетського вченого Цонкапи (Цзонхави).
Щойно створений Східний інститут Владивостока очолив доктор монгольської і калмицької словесності О. М. Позднєєв, створивши з порівняно молодих випускників СПбДУ перший центр практичного сходознавства Росії. «Не маючи ні перевірених досвідом планів, ні випробуваних програм свого викладання», викладачам довелося самостійно розробляти методику викладання, писати навчальні посібники, оскільки їх просто не існувало. Г. Ц. Цибіков був запрошений на кафедру монгольської словесності, і очолював її з 1906 до 15 жовтня 1917. Крім ряду хрестоматійних збірок, Г. Ц. Цибіков видав у цей період «Посібник для вивчення тибетської мови», де він зібрав і узагальнив матеріал з розмовної тибетської мови. Цей підручник витримав 3 перевидання і для Російської імперії та СРСР залишався єдиним підручником розмовної тибетської мови, створеним вітчизняним автором.

### Держава Бурят-МонголіятаДалекосхідна республіка
В силу значних змін у політичному устрої регіону в 1917-30х рр. і у зв'язку з подальшими репресіями, що торкнулися більшості колег і соратників, діяльність Цибікова в даних державних утвореннях згадується як значна, але не розкривається в публікаціях радянського часу.
Відомо, що Цибіков відігравав значну роль на Читинському з'їзді, а також підтримував ранні ініціативи отамана Семенова (в першу чергу про недопущення розкозачування).
Ближче до кінця життя він відійшов від політичної діяльності і успішно займався власним скотарським господарством.

### Створення системи освіти в Сибіру
- Цибіков був однією з найважливіших фігур у створенні системи початкової, середньої та вищої сходознавчої та педагогічної освіти в Сибіру (1922—1930), зокрема як один з творців Буручкому і професор Іркутського державного Університету.
- Крім підготовки педагогічних кадрів та обговорення нової для країни концепції загальної освіти, що враховує національну специфіку (у тому числі власне графіком бурятської мови), Цибіков виступив автором ряду підручників бурятської мови.
- Важливою було відрядження Цибікова від Буручкома в МНР, де кадри, відповідальні за освіту, також знаходилися перед завданням створення системи загальної освіти, не маючи аналогічного досвіду, що частково зазначено Цибіковим у щоденнику поїздки.

## Нагороди
Кавалер Орденів Св. Станіслава III і II ступеня, Св. Анни III ступеня. Удостоєний вищої нагороди Російського Географічного Товариства — премії імені М. М. Пржевальського.

## Доповнення до біографії

### Вшанування
- 1961 — в смт. Агинське заснований Окружний краєзнавчий музей ім. Цибікова. Цілий зал відведено експонатам і документам Цибікова.
- 1971 — вийшла документальна повість, присвячена подорожі Г. Ц. Цибікова: Парнов В. І. «Бронзова посмішка». (Перше вид.: Бронзова посмішка: Документальна повість. Мол. Гвардия, 1971. Також див. у виданні: Зібрання творів у 10 томах. Том 10. Атлас Гурагона. Бронзова посмішка. Корона Гімал. Терра — Книжковий клуб, 1999 г. тверда палітурка, 416 стор. ISBN 5-300-02424-4, 5-300-01818-X;)
- 1973 — З нагоди сторіччя з дня народження вченого, з ініціативи директора краєзнавчого музею Ж. Д. Доржиєва в смт. Агинське за адресою Комсомольська, 35 (у сквері середньої школи № 2) встановлено пам'ятник Цибікову[5]
- Поч. 1990-х (?)  — при Інституті монголознавства, буддології і тибетології СВ РАН в Улан-Уде починається серія республіканських конференцій «Цибіковські читання».
- 15 травня 1998 в Інституті монголознавства, буддології і тибетології СВ РАН відкрилася 7 регіональна наукова конференція «Цибіковські читання» в рамках «Тижня сходознавців». Цього року відзначалася річниця 125 років з дня народження Г.Цибікова, 120 років Б.Барадіну, 95 років Г.Румянцеву, 85 років М. Хомонову, 70 років Р. Пубі. На пленарному засіданні були заслухані доповіді, присвячені їх життю і діяльності.
- 15-16 травня 2003 в Інституті монголознавства, буддології і тибетології СВ РАН відкрилася 8-ма регіональна наукова конференція «Цибіковські читання», присвячена 130-річчю з дня народження Цибікова та 100-річчю з дня народження сходознавця Георгія Румянцева.
- 17 квітня 2001 з Іркутська в Тибет вирушила Фотоекспедіція «Від Байкалу до Тибету» іркутського спелеолога і фотографа Олексія Шевельова із завданням «побачити Тибет таким, яким він став сто років по тому після подорожі Цибікова».
- На честь Г. Ц. Цибікова названі вулиці в м. Улан-Уде, смт. Агинське, с. Алла Курумканського району Бурятії, с. Урдо-Ага Агинського Бурятського АО та ін., а також випущений значок «Видатний мандрівник Г. Ц. Цибіков».

### Цікаві факти
- Hallmark for National Geographic: історія журналу National Geographic як ми його знаємо, тобто журналу, де текст другорядний по відношенню до фотографій, почалася з публікацій у січні 1905 перших у світі фотографій з тибетських подорожей Цибікова і Овше Норзунова, переданих безоплатно у невідомий тоді журнал. Це було перше географічне видання в світі, які ризикнули присвятити «картинкам» цілий ряд розворотів. Зроблено це було через брак текстових матеріалів, так як журнал перебував у той момент на стадії банкрутства, однак вперше принесло виданню успіх і широку популярність. National Geographic як всесвітньо відомий бренд почався саме з цієї публікації.[6][7]
- Цибіков — один із символів гордості бурятського народу, але не як мандрівник, а як «перший бурятський професор». Як діяч освіти він заслужив безліч теплих відгуків колег і студентів і є одним із символів самовизначення бурятів як народу, для якого освіта є важливою частиною самоідентифікації.
- Той факт, що Цибіков був одним з ряду освічених бурятів-хоринців при будівництві системи освіти в Бурятії, можливо, вплинув надалі на вибір хоринського діалекту як усної основи для створення бурятської літературної мови з використанням кириличної писемності. Однак сам Цибіков спочатку був консервативний у даному питанні, не бажаючи відмовлятися від традиційної монгольської писемності (з можливими варіантами) на користь латинської, яка згодом була замінена кирилицею.
- Незабаром після смерті Цибікова в 1930 його голова була викрадена з поховання. Вина за викрадення була, згідно з духом часу і прижиттєвої усної традиції про «голові у формі Габалі» (ритуальної чаші, неодмінного атрибута багатьох тантричних практик), покладено на буддійське духівництво.

### Версії і здогадки
- Візит Цибікова в Лхасу, можливо, був підтриманий Агваном Доржиєвим, що перебував тоді при дворі Далай-Лами XIII. Опис подорожі до Тибету не дає імен нікого з ряду ченців Тибету — земляків Цибікова, що надавали йому підтримку після прибуття.

### Праці Цибікова основні

#### Російською мовою
- Цыбиков Г. Ц. Избранные труды. — Новосибирск: Наука, 1981. (Переиздание: Новосибирск: Наука, 1991. ISBN 5-02-029626-0)

1. Т.1 Буддист-паломник біля святинь Тибету.
2. Т.2 Про Центральному Тибеті; Про монгольському перекладі «Лам-рим Чен-по»; Цзонхава і його твір «Лам-рим Чен-по»; Матеріали до російського перекладу «Лам-рим Чен-по»; Щоденник поїздки в Монголію в 1895 р.; Щоденник поїздки в Китай в 1909 р.; Щоденник поїздки в Ургу в 1927 р.; Забайкальське бурятське козацьке військо; Культ вогню у східних бурят-монголів; Цагалган; Шаманізм у бурят-монголів; Про національні свята бурять; Монгольська писемність як знаряддя національної культури.

- Цыбиков Г. Ц. Буддист паломник у святынь Тибета. Издательство: Издание Русского Географического Общества. Петроград, 1918. (1919) 482 с.
  - Перевидавався репринтом в 1968—1975 рр. у Великій Британії з даними: (репринт російського видання) Buddhist Pilgrim at the Holy Places of Tibet (1971-05) ISBN 0-576-03102-X Gregg Publishing, Farnborough, 1970.
- Цыбиков Г. Ц. Буддист-паломник у святынь Тибета. — М.: Ломоносовъ, 2011. — 344 с. ISBN 978-5-91678-113-7

#### Переклади на російську мову
- Цыбиков Г. Ц. (ред., пер.) Лам-рим Чэн-по (Степени пути к блаженству). Соч. Цзонхавы в монгольском и русском переводах. 1. Низшая степень общего пути. Вып. 1. Монгольский перевод «Боди мури йехэ цзэргэ». Владивосток, 1910.
- Цыбиков Г. Ц. (ред., пер.) Лам-рим Чэн-по (Степени пути к блаженству). Соч. Цзонхавы в монгольском и русском переводах. 1. Низшая степень общего пути. Вып. 2. Русский перевод с предисловием и примечанием. Владивосток, 1913.

#### Англійською мовою
- Tsybikoff, G. Ts. Lhasa and Central Tibet // Smithsonian (Washington DC National Museum) Report for 1903, Pages 727—746. Publication 1534 / Washington: Government Printing Office, 1904. Soft Board. Staple-fold Booklet. 8vo — over 7¾ «- 9¾» tall. illustr. with 7 plates.
- Tsybikoff G., Journey to Lhasa. // The Geographical Journal, Vol. XXIII, 1-1904. The Royal Geographical Society, London, 1904

#### Бурятською мовою
- Цибіков, Гомбожаб. Түбед Орон РУУ аяншлага. 1899—1902 онууд. (Г. Ц. Цибіковей замуч темдеглел) 
  // Байкал № 2 (стор. 131—145), № 6 (стор. 79-89), 1966 .
- Цибіков, Гомбожаб. Улаан-Баатар хото елгеегдесен буряадай ердемте секретар Гомбожаб Цебековіч Цибіковей 1927 оной апреліін 20 іюніін 9 хүрете ябасанай (щоденник) 
  // Байкал № 2 (стор. 137—147), 1963.

#### Китайською мовою
- 崔 比科夫, 王献军 «佛教 香客 在 圣地 西藏» 西藏 人民出版社, 1993.Gonbochzhab Tsėbekovich Tsybikov, Wang Xianjun (переклад)  Fójiào xiāngkè zài shèngdì Xīzàng  ISBN 7-223-00475-4, 9787223004756 Всього сторінок: 342

#### Монгольською мовою
- Цибіков, Гомбожав Цебековіч. Монгол, Төвдөөр зорчсон темдеглел. Орчуулсан, моотгон Дарійн Бадамням; орчуулгин редактор, Ц. Cvxбаатар. 3-р хевлел. Description: 244 p. : Ill., Ports. ; 22 cm. Монсудар хевлелійн газар, Улаанбаатар, 2001.

#### Польською мовою
- Cybikow G.,  Buddyjski pielgrzym w świątyniach Tybetu , PIW 1975 (POLISH) / Cybikow, Gonbodżab: Buddyjski pielgrzym w świątyniach Tybetu, według dziennika prowadzonego w latach 1899—1902 / Tłumaczenie z rosyjskiego  Buddist pałomnik u swiatyń Tibeta .  Według dziennika prowadzonego w latach 1899—1902. Przelozyl Eugeniusz Piotr Melech. Seria: Rodowody Cywilizacji (tzw. Ceramowska) / DUŻY CERAM / s. 284, ilustr. poza tekstem czarno-białych 24, barwnych 8 pł., obwol., 24 cm. Wydanie 1: 1975, Warszawa, Państwowy Instytut Wydawniczy. Format 230x170, okł. płócienna w obw. Nakład 17.290 egz.

#### Французькою мовою
- Tsybikov GT,  Un pélerin bouddhiste au Tibet, 1899—1902,  trad. du russe, Paris, Peuples du monde, 1992.

#### Чеською мовою
- Cybikov, CG  Cesta k posvátným místům Tibetu  (CZECH) / Vydáno: 2001 / Vazba: vázaná / Jazyk: český / ISBN 80-7203-392-1 / EAN 9788072033928
- Cybikov, Gonbožab Cebekovič.  Cesta k posvátným místům Tibetu. Podle deníků vedených v letech 1899 až 1902  (Buddist palomnik u svjatyň Tibeta) / Kolmaš, Josef — překlad z ruštiny / LF, Praha, Vyšehrad 1987 (Те ж що і 2001, перше видання)

### Праці Цибікова додатково

#### Російською мовою
- Цыбиков Г. Ц. Дневник по поездке в Ургу (20.04-9.06.1927) Публикация Р. Е. Пубаева (сокр.) // Байкал, № 2, 1964. (зберігався у його вдови Лхамо Норбоєвої, переданий в РВ БІСН СВ АН СРСР. Надалі опубл. у 2 томі двотомника)
- Цыбиков Г. Ц. О новом бурят-монгольском алфавите. // Бурятоведческий сборник, вып. 5, с. 54-57. Иркутск, 1928. (тж. в 1927 там же — Культ огня, Цагалган)
- Цыбиков Г. Ц. Монгольская письменность как орудие национальной культуры. Брошюра — Буручком (?), 1928.
- Цыбиков Г. Ц. Грамматика бурят-монгольского письменного языка. Буриад монгол-ун ном бичиг-ун хэлэн-у дурим. Буручком 1924 (также букварь для детей, 1925, и букварь для грамотных по-русски, 1927, 1929 — три издания, переводы Ленина 1928)
- Цыбиков Г. Ц. Буддист-паломник у святынь Тибета. (По дневникам, веденным в 1899—1902 гг.). Ок. 200 фотографий автора и из британских изданий. Петроград, 1919.
- Цыбиков Г. Ц. (ред., пер.) Лам-рим Чэн-по (Степени пути к блаженству). Соч. Цзонхавы в монгольском и русском переводах. 1. Низшая степень общего пути. Вып. 2. Русский перевод с предисловием и примечанием. Владивосток, 1913.
- Цыбиков Г. Ц. (ред., пер.) Лам-рим Чэн-по (Степени пути к блаженству). Соч. Цзонхавы в монгольском и русском переводах. 1. Низшая степень общего пути. Вып. 1. Монгольский перевод «Боди мури йехэ цзэргэ». Владивосток, 1910.
- Цыбиков Г. Ц. Пособие для изучения тибетского языка: Упражнения в разговорном и литературном языке и грамматические заметки. Ч. 1. Разговорная речь. Владивосток, 1908.
- Цыбиков Г. Ц. Монгольские тексты: образцы слога и орфографии современного делопроизводства для чтения 3-го курса Восточного ин-та. Владивосток, 1908.
- Цыбиков Г. Ц. Пособие для практического изучения монгольского языка. Владивосток, 1907. (витримав 3 видання, 4 видд. див. Архіви)
- Цыбиков Г. Ц. Монгольские официальные бумаги: Учебное пособие для студентов Восточного ин-та. СПб, 1898.
- Цыбиков Г. Ц. О Центральном Тибете // Известия РГО. Т. 39, вып. 3. СПб, 1903. (перевидано в томі 2 двотомника 1981 р.)
- Цыбиков Г. Ц. (укладач) Высочайше учрежденная под председательством статс-секретаря Куломзина комиссия для исследования землевладения и землепользования в Забайкальской области: Материалы. Вып. 15. Подати и повинности. СПб, 1898.

#### Англійською мовою
- Tsybikoff, G. Ts. Lhasa and Central Tibet // Smithsonian (Washington DC National Museum) Report for 1903, Pages 727—746. Publication 1534 / Washington: Government Printing Office, 1904. Soft Board. Staple-fold Booklet. 8vo — over 7¾ «- 9¾» tall. illustr. with 7 plates.
- Tsybikoff G., Journey to Lhasa. // The Geographical Journal, Vol. XXIII, 1-1904. The Royal Geographical Society, London, 1904

### Архівні матеріали
- Рукописний відділ Бурятського ін-ту суспільних наук СВ АН СРСР, ф. 5, оп. 1, д. 11, д. 16 (рукопис короткої історії монголів «Нарис Монголії») (РВ БІСН СВ АН СРСР)
- Державний архів Приморського Краю, ф. 115, оп. 3, буд. 1, л. 268, л. 249 (Гапка) — Історія буддизму по Цибікову; в передмові першого тому двотомника примітка 30 до передмови Р. Пубаева має вказівку на цей архів після слів про негативне ставлення деяких сходознавців до перекладної монгольської літературі.